# Saint-Maurice-sur-Eygues
Saint-Maurice-sur-Eygues is een gemeente in het Franse departement Drôme (regio Auvergne-Rhône-Alpes) en telt 543 inwoners (1999). De plaats maakt deel uit van het arrondissement Nyons.

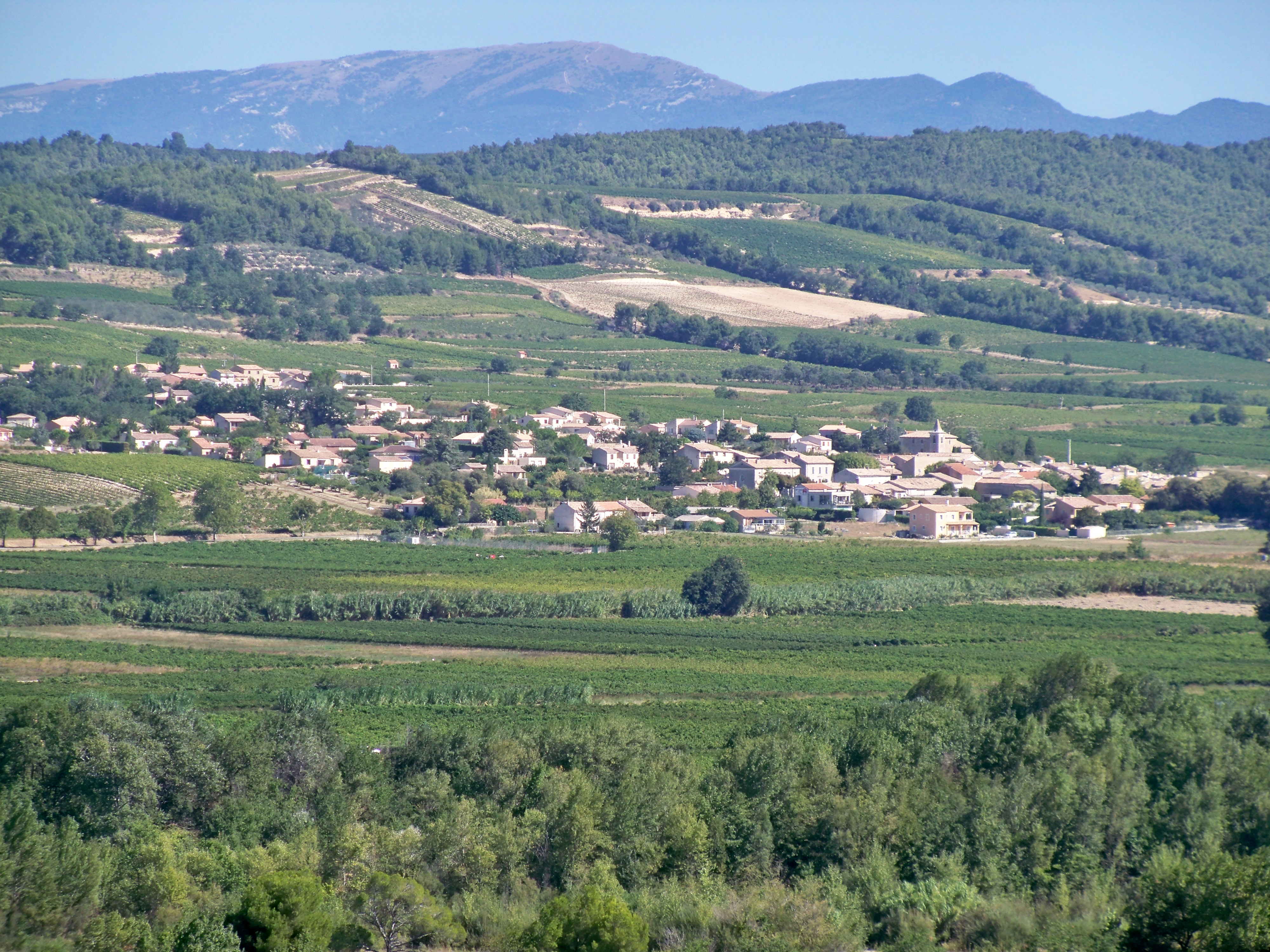
Saint-Maurice-sur-Eygues
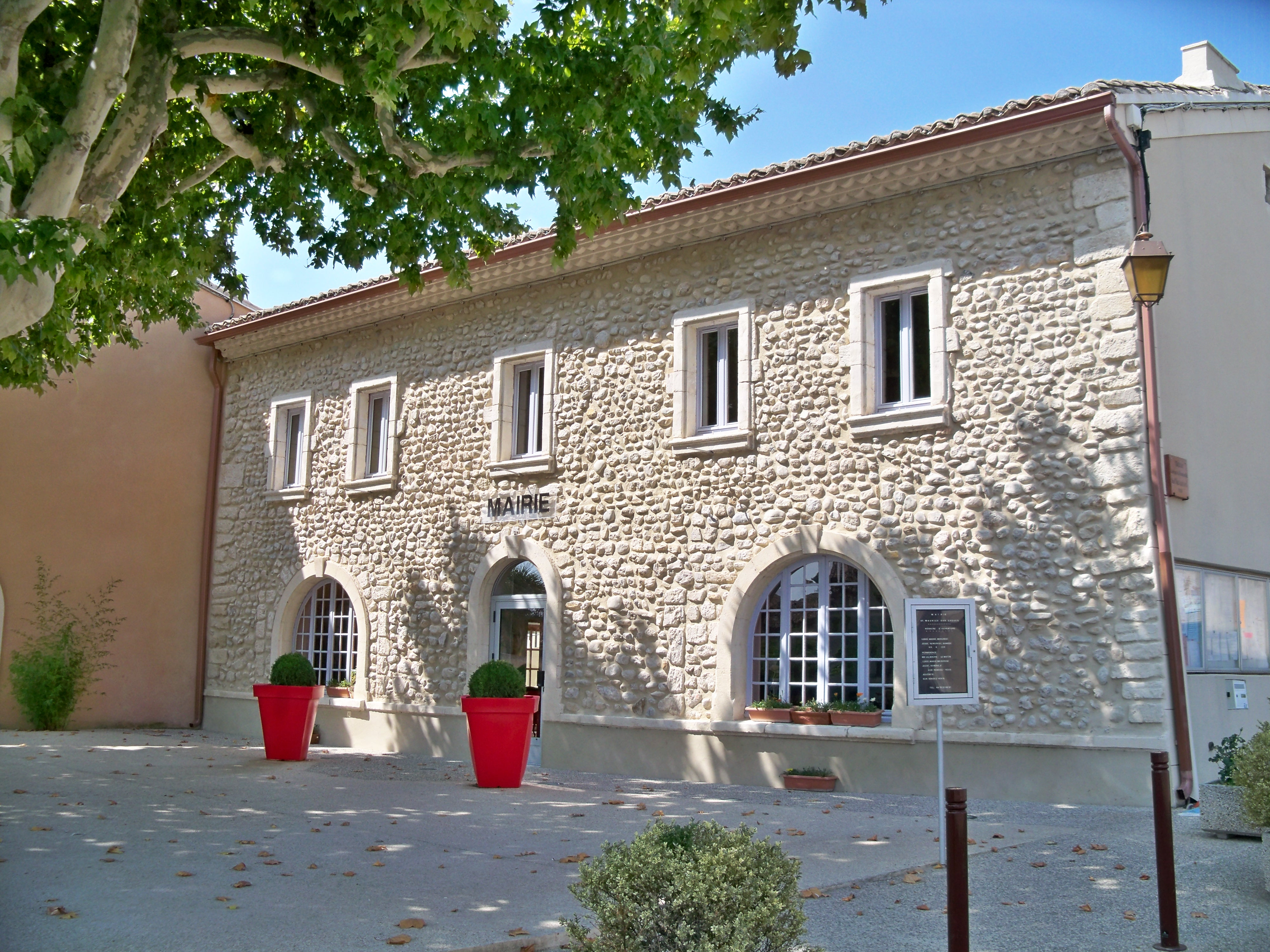
Gemeentehuis
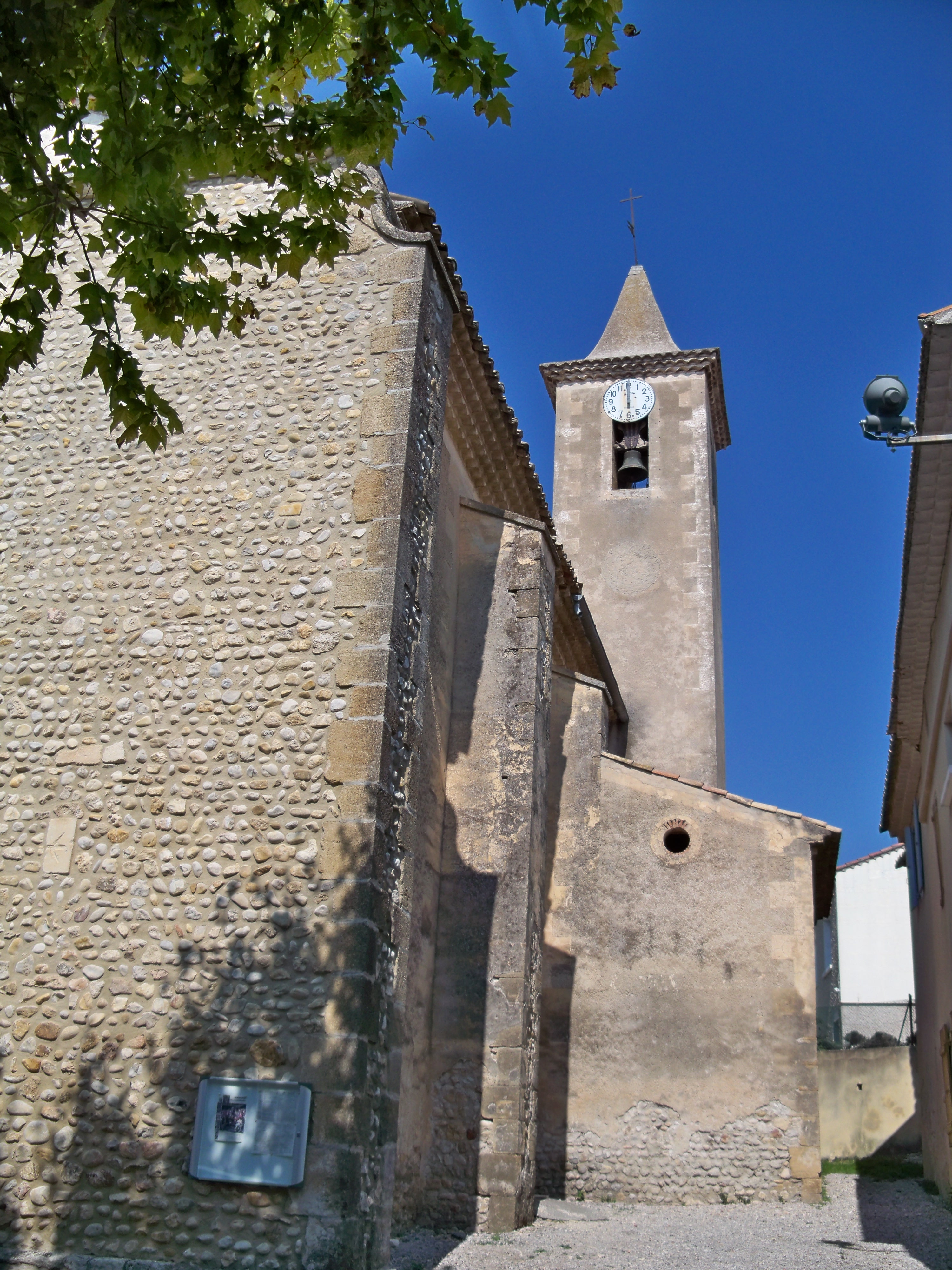
Kerk Saint-Maurice

## Geografie
De oppervlakte van Saint-Maurice-sur-Eygues bedraagt 8,8 km², de bevolkingsdichtheid is 61,7 inwoners per km².

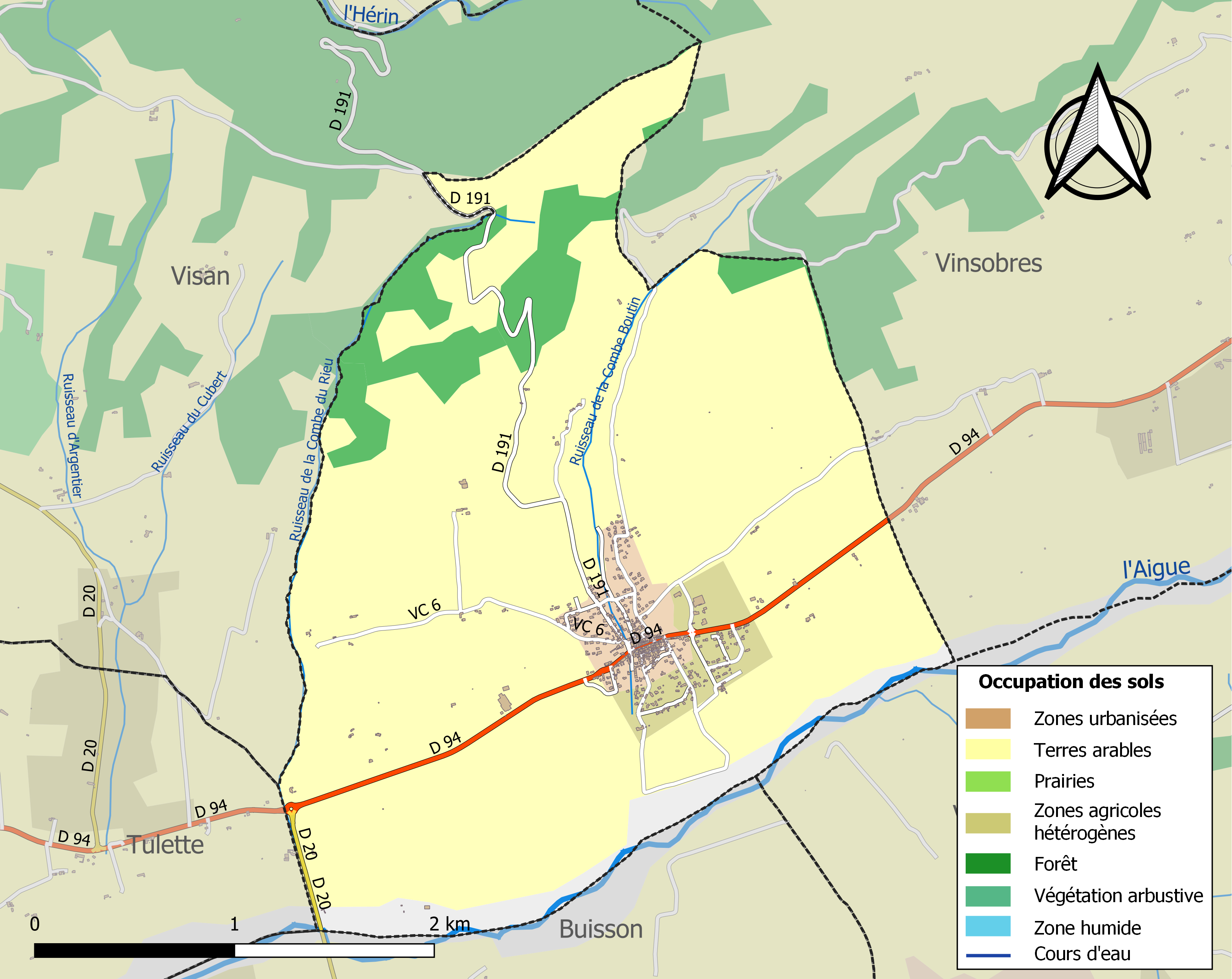
Kaart van de gemeente met belangrijkste infrastructuur, bodemgebruik en omliggende gemeenten

## Demografie
Onderstaande figuur toont het verloop van het inwonertal (bron: INSEE-tellingen).